# Téli hadjárat (1848–49)
A Téli hadjárat az 1848–49-es szabadságharc hadtörténetének egyik időszaka, melynek során a Windisch-Grätz herceg vezette császári csapatok több hadszíntéren összehangolt támadást indítottak a magyar szabadságharc erői ellen. A támadás 1848 decemberében indult és célja a március 15-ei forradalom után Magyarországnak adott részleges önállóság teljes megszüntetése volt. A szembenálló erők a hadjárat során számos ütközetet és egy csatát vívtak, és császári kézre került két magyar vár is. Az összecsapások túlnyomó részét a császári csapatok nyerték meg, és a hadjárat végére a magyar csapatok az ország jelentős részéből kiszorultak. A császári csapatok ennek ellenére nem érték el céljukat, mert a magyar kormány továbbra is működőképes maradt és a honvéd haderő sem semmisült meg.

## Előzménynek

### Windisch-Grätz támadási terve
A terv végrehajtására 1848 decemberében a következő császári erők részéről fenyegette támadás Magyarországot:
- A közvetlenül Windisch-Grätz parancsnoksága alatt álló császári főerők Bécs alatt állomásoztak. A Josip Jelačić (I. hadtest), Wrbna László (II. hadtest) és Serbelloni (tartalék hadtest) altábornagyok parancsnoksága alatt három hadtestre osztott főerő mintegy harminchétezer gyalogost, hatezer lovast, nyolcszáz utászt és több mint kétszáz tábori ágyút számlált.
- Balthasar Simunich altábornagy parancsnoksága alatt egy négyezer-ötszáz főt és tizenkét löveget számláló hadtest állt a magyar-morva határon, a császári főerők északi szárnyához kapcsolódva. A hadtest feladata a Nádasi-szoroson át betörve Nagyszombat elfoglalása, majd Lipótvár körbezárása volt, biztosítva ezzel a Pest-Buda felé támadó császári főerők bal szárnyát.
- A Jablonkai-szorosnál Felső-Magyarországra betörő Karl Frischeisen alezredes nyolcszáz fős különítményének feladata az volt, hogy támogatást nyújtson az vele együtt bevonuló Hurban szlovák felkelőinek és ezzel elősegítse egy felvidéki szlovák felkelés kibontakozását.
- Galícia felől a Duklai-szoroson keresztül Franz von Schlik altábornagy 8000 főt és közel harminc löveget számláló hadteste állt készenlétben. A hadtest feladata Kassa elfoglalása, majd egy Pest-Buda irányú előrenyomulás volt.
- Erdélyben Puchner Antal főparancsnoksága, de August Wardener vezérőrnagy és Karl Urban, illetve Gustav Jablonsky ezredesek közvetlen parancsnoksága alatt álltak. A mintegy 4500 sorkatona és 5-6000 román népfelkelőből álló sereg feladata az Alföldre vezető szorosok birtokba vétele és egy Nagyvárad irányába történő támadás volt.
- A bácska-bánáti, szerb felkelőkből és császári alakulatokból álló hadtest feladata Temesvár és Arad ostromzárának feltörése, majd az így felszabadult császári erőkkel együtt egy Szeged-Kecskemét általános irányú támadás volt.
- Szlavónia felől Trebersburg vezérőrnagy csapatainak feladata Eszék várának ostrom alá vétele.
- Stájerország felől Laval Nugent feladata a Dél-Dunántúl birtokbavétele, majd segítségnyújtás Trebersburg csapatainak Eszék ostromában.

### A magyar védelem

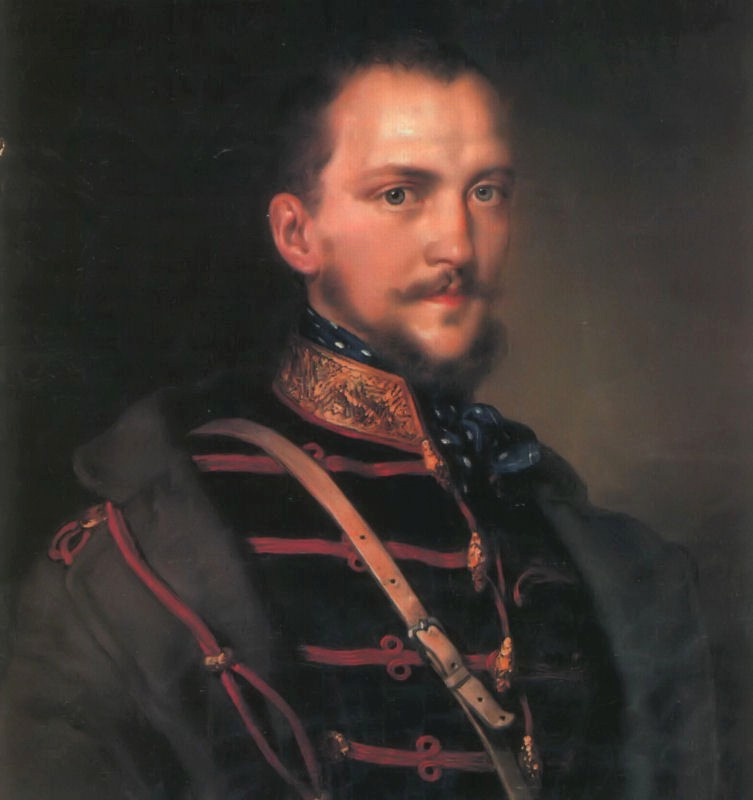
Görgei Artúr, a feldunai hadsereg fővezére Barabás Miklós festményén

1848 késő őszén a nyugat-magyarországi határok védelmét két egymástól távol lévő sereg látta el. Görgei Artúr vezérőrnagy kb. 28.000 főt számláló feldunai hadserege a Nádasi-szorostól a Fertő tó déli partjáig állt szemben Windisch-Grätz herceg kb. 50.000 főnyi főerejével, Perczel Mór vezérőrnagy mintegy 10.000 katona élén a Muraközt tartotta megszállva Laval Nugent táborszernagy Dél-Stájerországban állomásozó 8000 katonából álló hadtestével szemben.
A feldunai hadsereg számára a követendő haditervet Kossuth és Görgey még 1848 novemberében meghatározta. Görgei javaslata szerint a hadsereget a határtól távolabb, megerősített állásokban kell összpontosítani, Kossuth azonban az újoncozás és a hadseregellátás érdekében arra utasította Görgeit, hogy csapataival minél nagyobb területet tartson megszállva, hogy biztosítsa a terület emberi és anyagi erőforrásait. Görgei ennek eleget is tett, dandárjait a határ mentén hosszú és vékony vonalban állította fel, de ugyanakkor elkezdték Győr elsáncolását és a határmenti utak és szorosok használhatatlanná tételét.
A magyar katonai vezetés arra számított, hogy 1848 folyamán már nem következik be ellenséges támadás és az egész telet a hadsereg szervezésére és újabb csapatok felállítására fordíthatja. A magyar nehézlovasság hiányának pótlására elkezdték egy vértesezred szervezését is a fővárosban, azonban ez idő és a felszerelés hiányában félbemaradt, és többé nem indult újra. Windisch-Grätz herceg december 14-én megindította a császári főerők támadását, ezzel a szabadságharc újabb szakasza kezdődött meg.

## A hadjárat első szakasza

### A császári főerők támadása

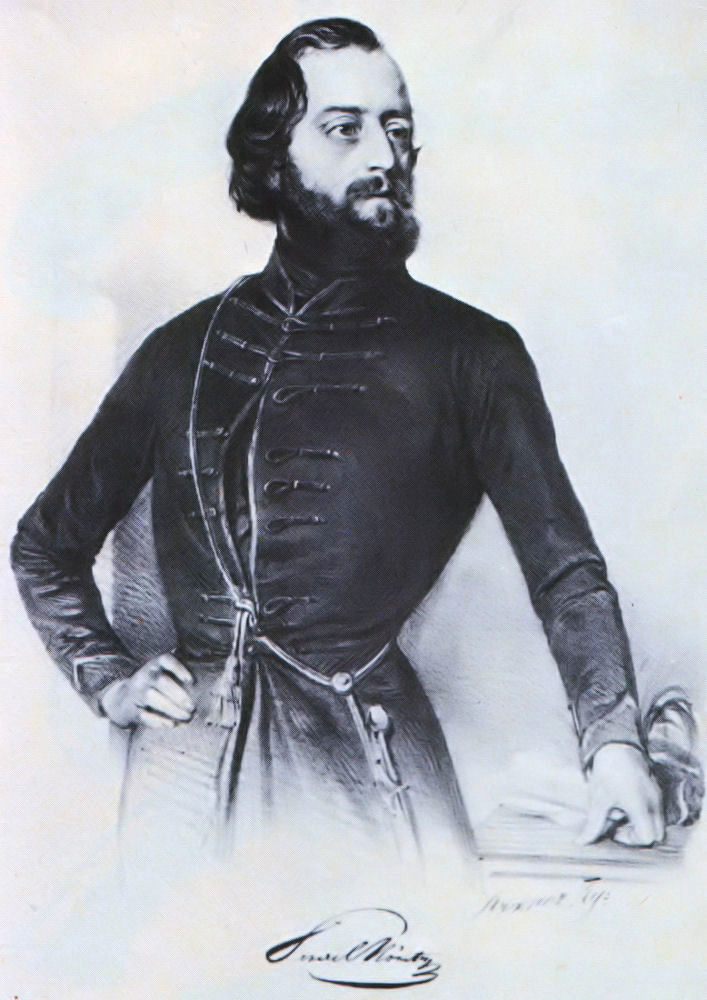
Perczel Mór, a móri ütközet vesztese

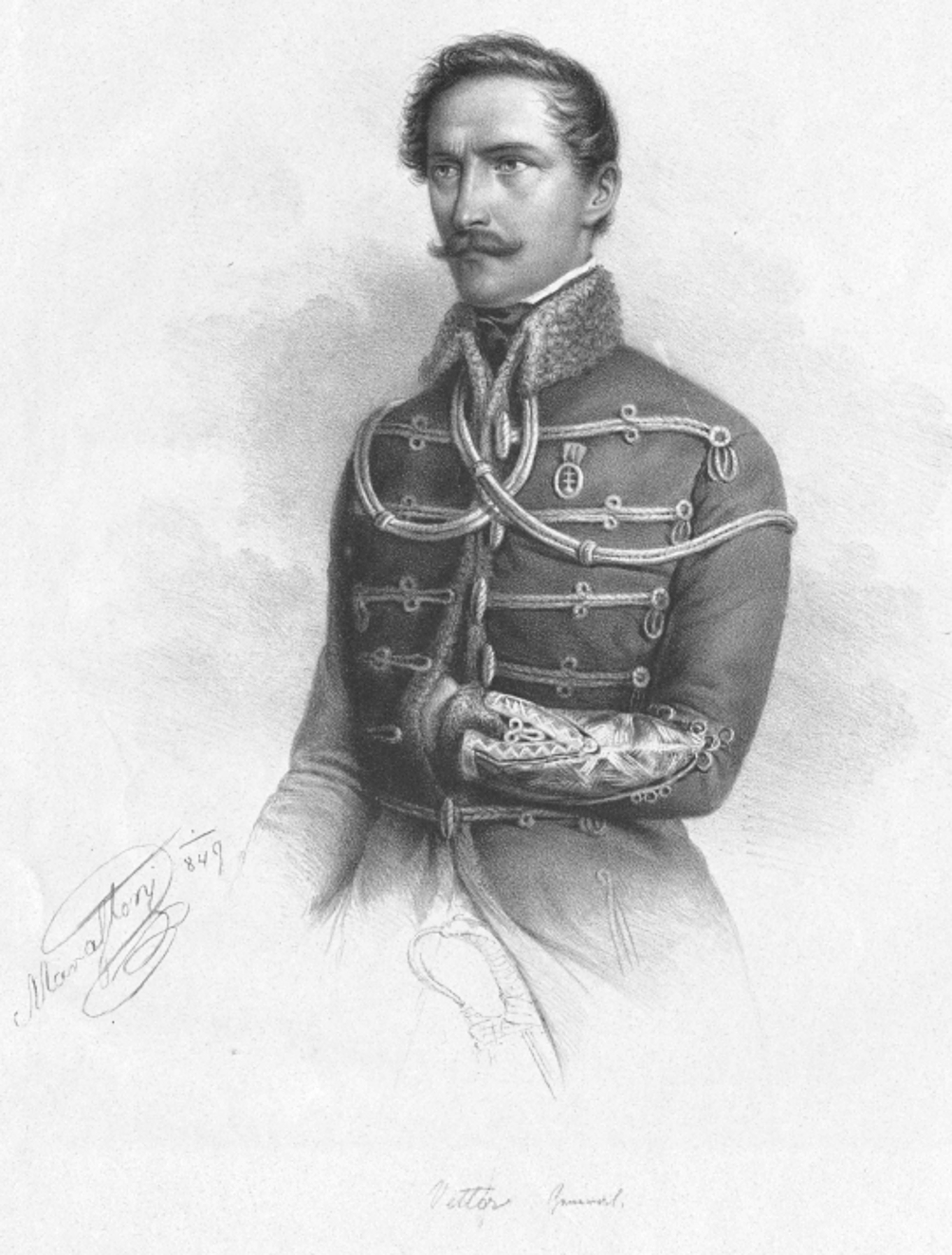
Vetter Antal honvédtábornok

A feldunai hadsereg Mosonnál Görgey Kornél vezetésével sikeres utóvédütközetet is vívott. Görgei eredetileg a Győrben előkészített állásokból kívánta megvívni a döntő ütközetet, Győrbe érkezve nyilvánvalóvá vált azonban, hogy a túlméretezett győri állásokat a rendelkezésére álló haderővel nem fogja tudni tartani. Görgei ezért december 27-én harc nélkül kiürítette Győrt. Az új kijelölt védővonal a Vértes és a Gerecse nyugati átjárón keresztül húzódott. Perczel december 16-án kapott parancsot, hogy vegye fel a kapcsolatot Görgeivel. Ez egyben azt is jelentette, hogy a magyar csapatok harc nélkül feladták a Dunántúl déli részét. Kossuth megpróbálta Görgeit rábeszélni a harc felvételére és más hadszínterekről sorra rendelte a csapattesteket a feldunai hadsereg megerősítésére. A nyomásnak a tanultabb Görgei nem engedett, míg a heves természetű, de katonailag kevéssé képzett Perczel – tanultabb tisztjeinek véleménye ellenére – ütközetbe bocsátkozott.
A móri ütközetben Perczel Mór hadteste katasztrofális vereséget szenvedett a Jellasics vezette cs. kir. csapatoktól, és ezzel a főváros vonalának – a Duna felső szakaszának – védelmét a magyar hadvezetés tarthatatlannak ítélte. Vetter Antal és Klapka György által 1848. december 31-én felterjesztett, téli hadjárat második szakaszára vonatkozó haditervvel egyedül Perczel Mór nem értett egyet, aki szerint Buda télen „kissé jó védelem mellett” bevehetetlen – ezért még január 1-jén javasolta Kossuthnak, hogy minden erőt Budán és Pesten összpontosítson. Egyetlen, súlyos csatavesztéssel nemrég parancsnoki renoméját vesztett tábornok szavára azonban nem hallgattak, ami érthető is volt – a túlerő igencsak nyomasztónak látszott, a visszavonulás és vereségek kimerítették és demoralizálták a csapatokat, és azok felkészültsége sem volt a legjobb.

### Simunich támadása
A téli hadjárat megindulásakor az Ordódy Kálmán vezette magyar dandár Nagyszombatra, majd Lipótvárra menekült Simunich támadása elől. Ugyanakkor a győztes nagyszombati ütközet után Simunich nem csatlakozott Windisch-Grätz főerőihez, hanem északkelet felé fordult és december 20-án zár alá vette a lipótvári várat. Az 1528 fős várőrségnek mintegy 5000 fős ostromsereggel szemben kellett helytállni. Windisch-Grätz mindössze két napot szánt a vár bevételére. A túlerőt és a vár állapotát figyelembe véve a császáriak optimizmusa indokolt volt, az ostrom azonban nem várt módon elhúzódott, míg végül a vár február 3-án kapitulált. Ezután Simunich csatlakozott a Komáromot zároló csapatokhoz.

### Schlik támadása
Schlik tábornok mintegy 8000 főből álló hadteste még a császári főerők támadása előtt, december 6-án Dukla felől betört Magyarország területére. Vele szemben Pulszky Sándor alezredes gyengén felszerelt kilencezer fős hadteste állt.
A császári csapatok december 9-én elfoglalták Eperjest, majd Budamér és Kassa között ütköztek a Kassa védelmére összeállított magyar hadtestbe. A december 11-én vívott budaméri ütközet a magyar csapatok súlyos vereségével végződött (Lásd:Kassai ütközet előzményei). Pulszky csapatai Miskolc felé vonultak vissza, Schlik csapatai pedig bevonultak Kassára. Schlik nem folytatta azonnal a támadást és ez lehetőséget adott a visszavonult magyar csapatok újjászervezésére. A hadtest vezetését Mészáros Lázár hadügyminiszter személyesen vette át. Az új parancsnok és Szemere Bertalan kormánybiztos tevékenységének köszönhetően a Miskolc környéki magyar hadtest létszáma meghaladta a tízezer főt, így december végén a siker reményében indíthatott ellentámadást Kassa irányába. A január 4-én zajlott kassai ütközetben azonban a magyar csapatok ismét vereséget szenvedtek Schlik hadtestétől. A vereség következtében Mészáros Lázár átadta a hadtest parancsnokságát Klapka Györgynek.

## A hadjárat második szakasza

### Görgei hadjárata a bányavárosokon át

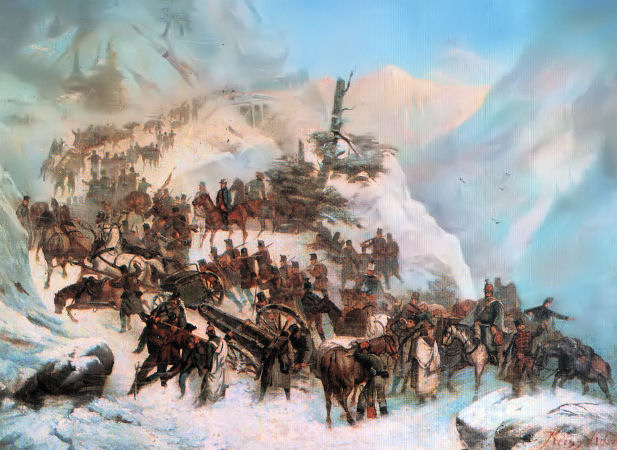
Átkelés a Stureci-hágón (Keiss Károly olajfestménye)

A főváros 1849. január 5-i feladása után Görgei javaslatára a feldunai hadtest nem a Tisza mögé vonult vissza, hanem észak felé fordult, hogy megkísérelje a Simunich tábornok által ostromlott Lipótvár felmentését. A hadmozdulat elsődleges célja az volt, hogy megakadályozza, hogy Windisch-Grätz teljes erejével a Tiszánál kiépített védővonal ellen indítson támadást. Ezt a célt el is érte, mert a herceg bizonytalanná vált, nem volt pontos tudomása a kettévált magyar haderő nagyságáról és céljairól. Az észak felé forduló Görgey-hadtest hátbatámadással fenyegette a komáromi várat, vagy a Lipótvárat ostromló császári haderőt ezért a herceg főerejével Budán maradt és csak egy-egy üldöző csapatot küldött Perczel és Görgei után. Görgei észak felé fordulása a hadászati célt tehát elérte, mert eltérítette a császári erőket a Debrecen felé irányuló főcsapástól, azonban a magyar tábornok előtt csakhamar nyilvánvalóvá vált, hogy hadműveleti területét jelentős túlerő veszi közre, ezért Lipótvár felmentésének erőltetése a feldunai hadtest megsemmisülését eredményezheti. A hadtest éle negyven kilométerre megközelítette Lipótvárat és így egy rövid időre sikerült felszakítania az ostromzárat, de Görgeinek végül el kellett vonulnia a bányavárosok felé. A szinte folyamatos utóvédütközeteket vívó, északról Götz, délről Csorich csapataitól fenyegetett Görgeit itt érte Mészáros Lázár hadügyminiszter parancsa, hogy induljon Kassa felé a Schlik tábornok elleni hadműveletek támogatására.

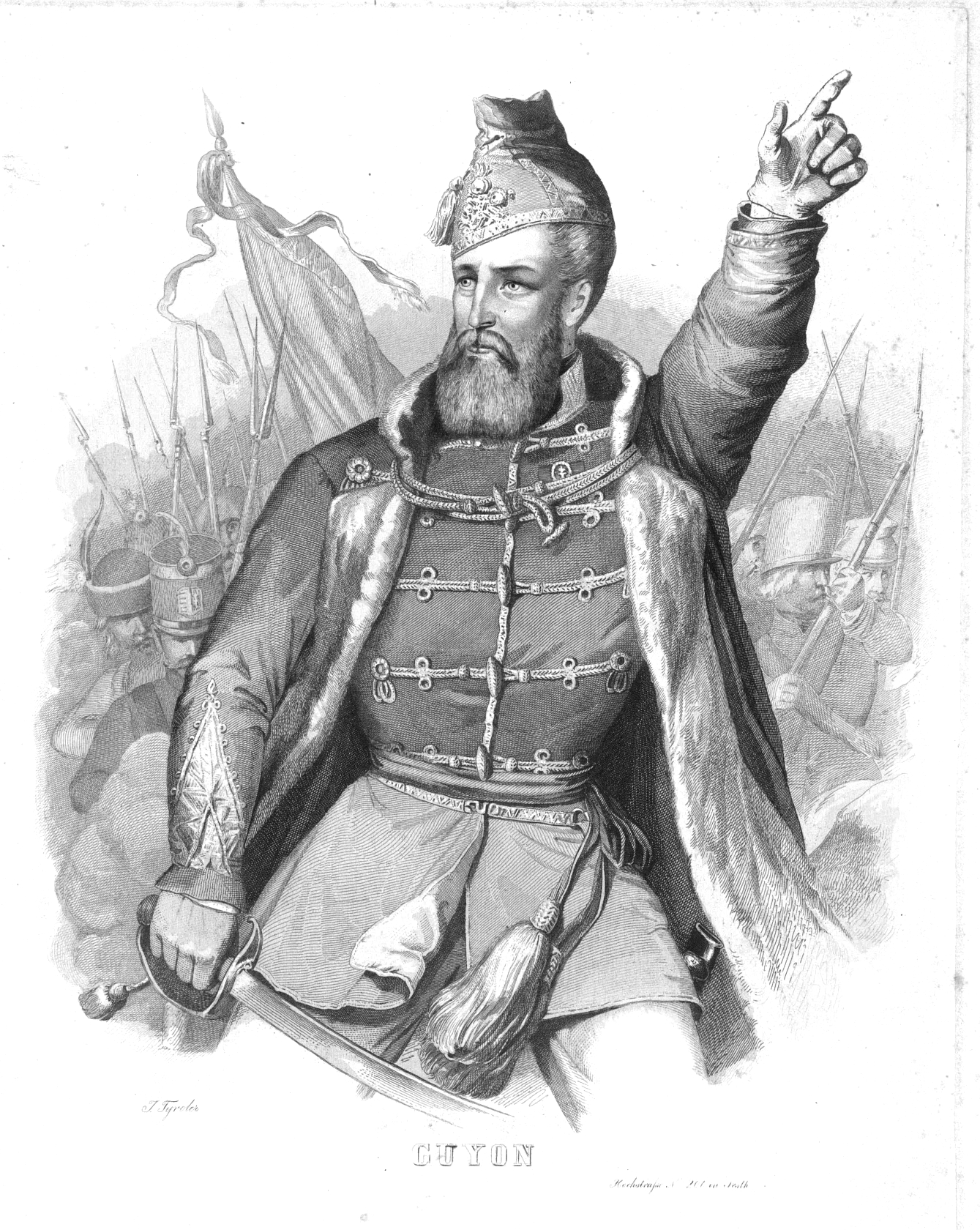
Guyon Richárd

A hadtest két oszlopban indult a Szepesség felé. Az egyik csoport Görgei vezetésével a Stureci-hágón keresztül Poprád, a másik Guyon Richárd ezredes vezetésével Igló irányába. Götz és Jablonowski tábornokok a déli oszlopot üldözték, így Görgei Lőcsére érkezve értesült róla, hogy a császári csapatok szorosan a nyomában vannak és előtte a Szepességből Sárosba vezető Branyiszkói-hágót Franz Deym tábornok csapatai tartják megszállva. A Görgei-hadtest előtt ekkor két lehetőség állt: vagy Branyiszkón áttörve közelíti meg Kassát, vagy déli irányba, a Sajó völgyébe vonul. Görgei az első lehetőséget választotta. A branyiszkói ütközet tétje mindkét fél számára jelentős volt, mert magyar győzelem után, Klapka és Görgei bekeríthette a Kassa környékén állomásozó Schlik-hadtestet, ha viszont a császári győznek, Jablonowski, Götz és Schlik keríthette volna be Görgei csapatait. A Branyiszkói hágóért vívott ütközetet magyar részről Guyon ezredes, császári oldalról Franz Deym altábornagy vezette, és a harc magyar győzelemmel zárult.

## Hadműveletek Erdélyben

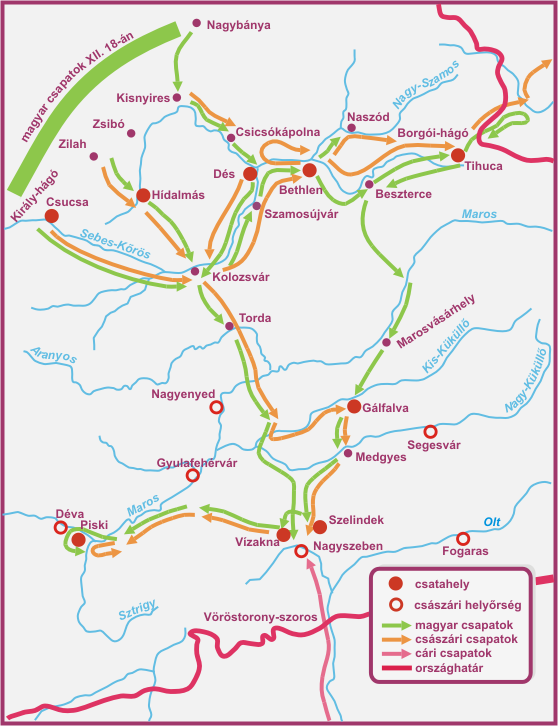
Erdély felszabadításának első szakasza

### Az erdélyi hadműveletek első szakasza
1848. december elejére az erdélyi magyar csapatok helyzete válságossá vált. Az erdélyi főhadparancsnok, Puchner Antal az október 3-ai császári manifesztum után felmondta az engedelmességet a magyar kormánynak, október 18-án kiáltványban ostromállapotot hirdetett és elrendelte a magyar nemzetőrség lefegyverzését. A kialakult harcok során a magyar csapatok – a felbomlás határára jutva – november 25-ére a Csucsai-szorosig vonultak vissza. Az 1849 elejéig hősiesen ellenálló Háromszék kivételével ezzel egész Erdély a császári csapatok birtokába jutott. A kivert hadtest élére Czetz János honvéd őrnagy került, akinek jelentős szervező munkája révén december 15-én, röviddel Bem megérkezése után az erdélyi magyar hadsereg már mintegy tizenkétezer főt és huszonnégy ágyút számlált.

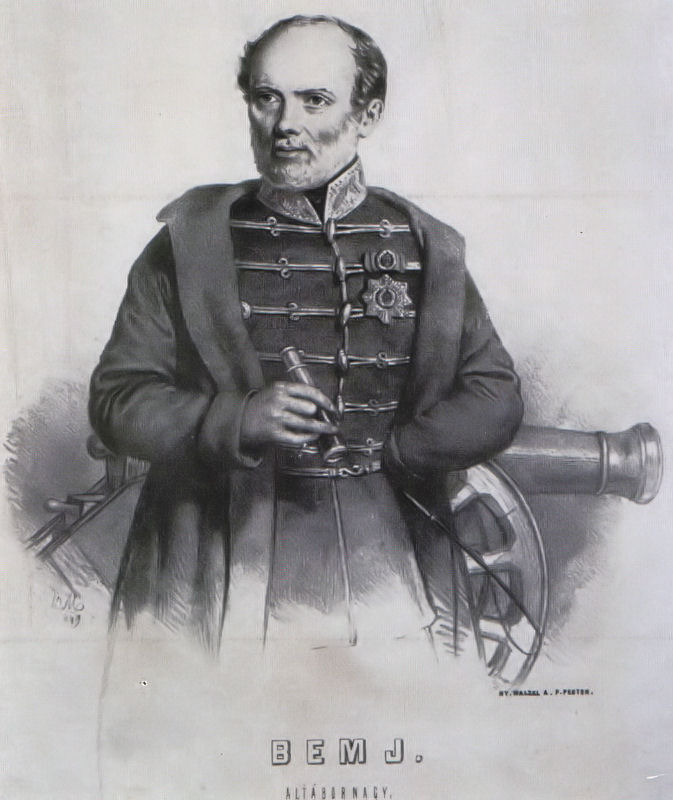
Bem József, az erdélyi magyar csapatok főparancsnoka. Barabás Miklós litográfiája

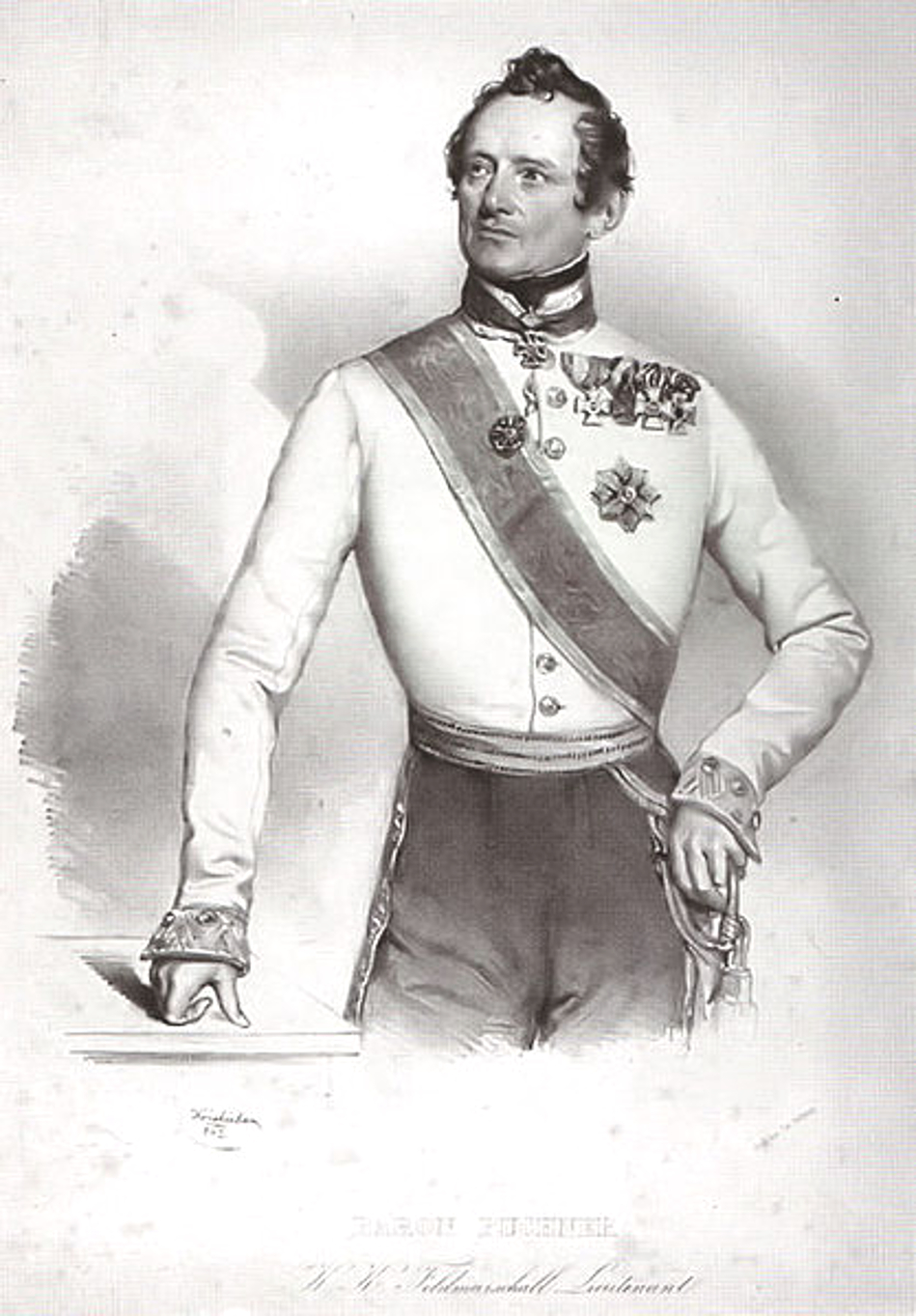
Puchner Antal, az erdélyi császári csapatok főparancsnoka. Josef Kriehuber litográfiája.

Az észak-erdélyi császári csapatok Windisch-Grätz utasításának megfelelően december 18-án megindultak, hogy birtokba vegyék az Alföldre vezető szorosokat. A Karl Freiherr von Urban és Gustav Jablonsky ezredesek vezetése alatt álló, mintegy négyezer-ötszáz sorkatonából és hatezer román népfelkelőből álló császári csapatok váratlanul erős ellenállásba ütköztek, majd kénytelenek voltak visszavonulni. Az erdélyi hadi helyzetben ezzel döntő fordulat következett be. Bem a rá jellemző határozottsággal azonnal kihasználta a sikert. December 23-án Désnél kettészakította a császáriak arcvonalát, december 25-én visszafoglalta Kolozsvárt, majd december 29-én Bethlennél megverte az északon maradt császári erőket. A január 3-ai tihucai ütközet után Karl Urban hadteste kiszorult Bukovinába. Bem ezután a Székelyföld felé fordulva január 13-án bevonult Marosvásárhelyre. Észak-Erdély felszabadítása után a magyar tábornok azonnal a császári hadsereg erdélyi bázisa, Nagyszeben irányában támadott. Január 17-én a gálfalvi ütközetben megverte Puchner seregét, de a Nagyszeben ellen január 21-én indított támadása kudarcba fulladt. Január 24-én Szelindeknél sikerült visszaverni Puchner támadását, de a február 4-ei vízaknai ütközetben az erdélyi magyar hadsereg súlyos vereséget szenvedett. A csatából megmenekült, alig ezerötszáz fős magyar sereg elvesztette lövegeinek nagy részét is és Piski községig vonult vissza. A február 9-én vívott piski ütközetnek a magyar csapatok számára rendkívül nagy tétje volt. Vereség esetén egész Erdély ismét az ellenség kezére kerülhetett és a császári csapatok veszélyeztették volna a fő hadszíntéren döntő ütközetre készülő magyar csapatokat.

### Az erdélyi hadműveletek második szakasza

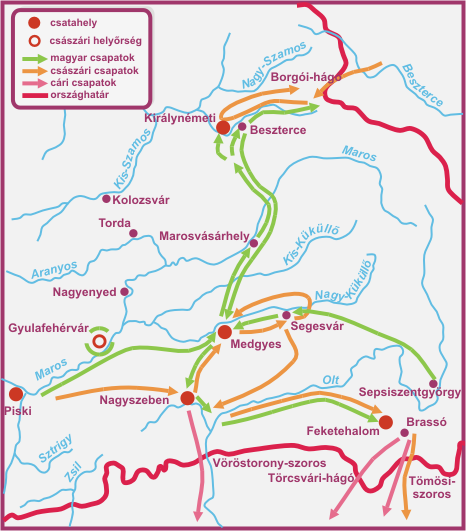
Erdély felszabadításának második szakasza

A mindkét oldalon nagy veszteségekkel járó ütközetet végül Bem csapatai nyerték meg, Bemnek azonban a győzelem után is súlyos nehézségekkel kellett szembenéznie. Puchner még a gálfalvi ütközet után segítséget kért Lüders altábornagytól, a Havasalföldön állomásozó cári csapatok parancsnokától. A Szkarjatyin tábornok vezetésével érkezett cári csapatok megszállták Nagyszebent és Brassót, így Puchner minden erejét Bem csapatai ellen tudta bevetni. További nehézséget jelentett, hogy Urban ezredes csapatai ismét betörtek Észak-Erdélybe és február 18-án Királynémetinél vereséget mértek Riczkó Károly ezredes csapataira. Bem február 11-én megindított hadjárata a lengyel származású magyar tábornok zseniális hadvezéri képességeit bizonyítja. A magyar csapatok megkerülték Puchner állásait és erőltetett menetben Medgyesre vonultak. Bem itt hátrahagyta csapatai felét és négyezer emberrel Urban ellen indult. A magyar csapatok hirtelen megjelenésétől meglepett Urbant ismét sikerült Bukovinába szorítani, majd Bem ismét erőltetett menetben visszatért Medgyesre. Puchner Bem távollétét arra akarta felhasználni, hogy a hátrahagyott magyar csapatokra döntő vereséget mérjen. A március 2-án kezdődött medgyesi ütközetben a már visszaérkezett Bem csapatai is részt vettek, de a váltakozó eredménnyel folyó ütközetet a császári csapatok nyerték. A magyar csapatoknak vissza kellett vonulniuk Segesvár felé. Az önbizalmát visszanyert Puchner alapos tervet készített a segesvári magyar csapatok bekerítésére és megsemmisítésére. Bem felismerte a császári hadvezetés szándékát és váratlan elhatározásra jutott: Medgyes irányába kitört és Nagyszeben felé fordult.

## A honvédsereg összpontosítása és első csatája

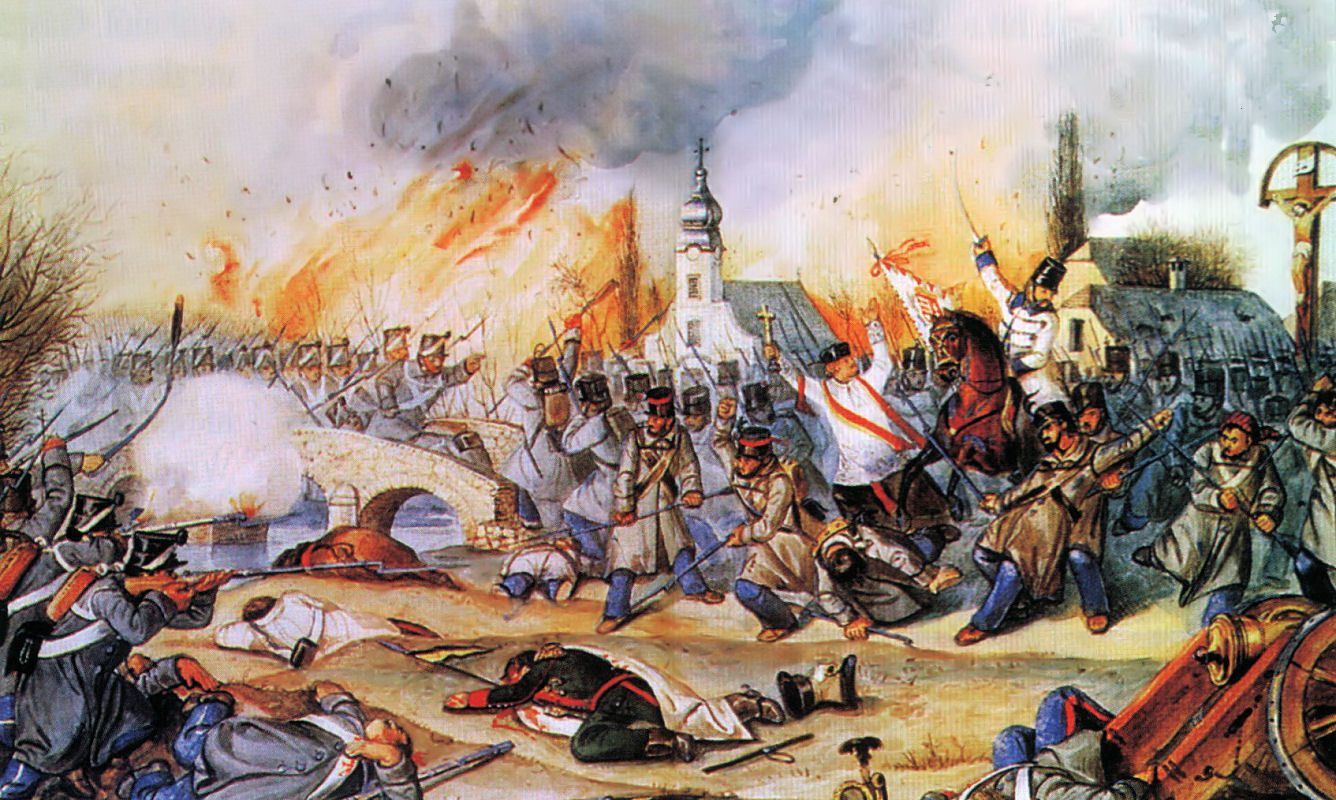
Mednyánszky Cézár tábori lelkész és Psotta Móric honvéd őrnagy rohamra vezetik a honvédeket a kápolnai csatában (Than Mór festménye)

## A hadjárat értékelése
Annak ellenére, hogy a hadjárat ütközeteinek túlnyomó részét a császári csapatok nyerték, Windisch-Grätz nem nyerte meg a téli hadjáratot, mert célkitűzését, a magyar honvéd hadsereg teljes megsemmisítését és a kormány székhelyének elfoglalását nem sikerült elérnie. A hadjáratot a magyar csapatok sem nyerték meg, mert az ütközetek jelentős részét elveszítették, feladták Eszék és Lipótvár várát (ami 5500-6000 fő veszteséget jelent), és az ország területének nagy részét át kellett engedniük az ellenségnek. A hadiipart sikerült áttelepíteni Nagyváradra, a kormány Debrecenbe menekült, de működőképes maradt. Összességében a hadjárat folyamán a magyar haderő egyre ütőképesebb lett, a frissen felállított alakulatok már nem teljesen újoncok voltak, hanem egyre harcedzettebbek. Az egységesítés pedig lehetővé tette az egységes hadszervezet kialakítását, és biztosította a sikeres tavaszi hadjárat feltételeit.

## Külső hivatkozások
- Dér Dezső: Az északi mozgó hadtest létrejötte (AETAS 2001/2)